# Teppichschrecke

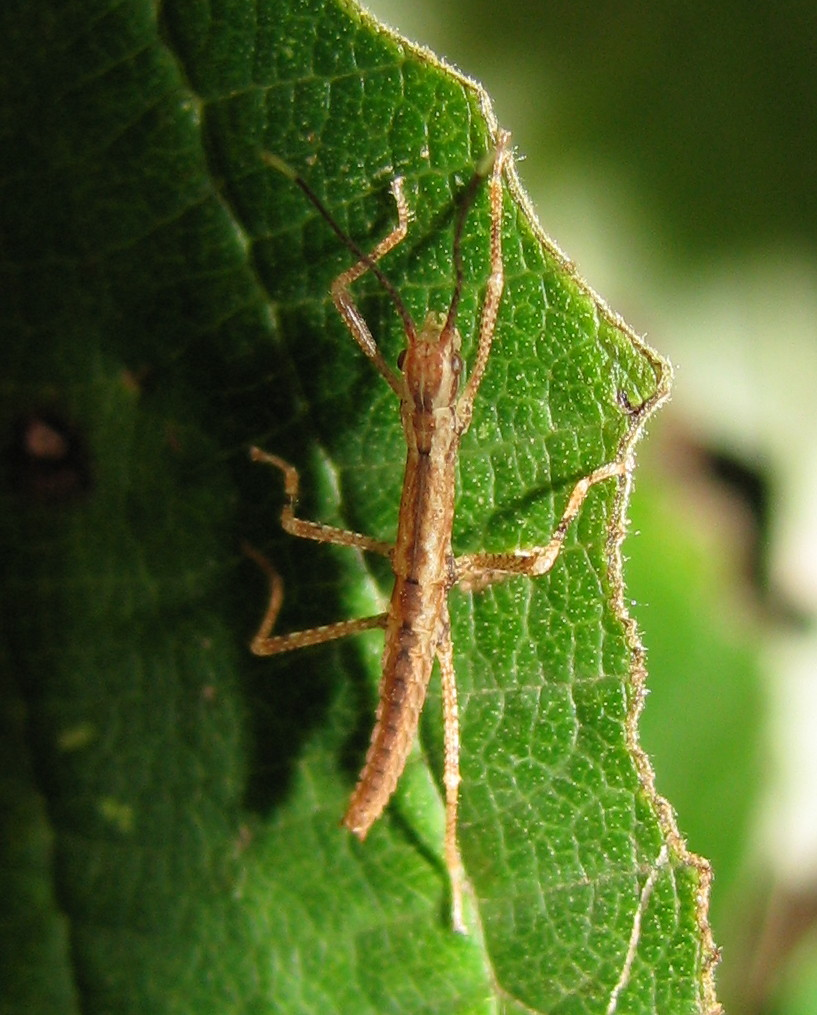
Frisch geschlüpfte Nymphe

Die Teppichschrecke (Neohirasea maerens) ist eine Art aus der Ordnung der Gespenstschrecken (Phasmatodea). Gelegentlich wird sie auch als Teppich-Stabschrecke oder Märens Stabschrecke bezeichnet. Im englischen Sprachraum nennt man sie „Vietnam Prickly Stick Insect“.

## Merkmale
Bei dieser flügellosen Art erreichen die Weibchen eine Länge von 75 bis 90 Millimetern, die schlankeren Männchen bleiben mit 57 bis 65 Millimetern deutlich kleiner.
Die Körperoberseite ist lebhaft beige und hell- bis dunkelbraun meliert. Die dunkleren Anteile bilden dabei einen breiten Streifen, welcher über den gesamten Rücken (Brust und Hinterleib) der Tiere verläuft und bei den Männchen deutlicher hervortritt. Auf diesem Streifen finden sich auf der Oberseite der Brust und der vorderen Hinterleibssegmente viele schwarze Stacheln. Daneben, also an den Körperrändern, befinden sich ebenfalls Stacheln die meist beige sind. Die Männchen haben weniger, dafür aber etwas längere Dornen. Auch an den Körperseiten befindet sich ein dunkler Streifen, der etwas schmaler ist, als der auf dem Rücken. Die Unterseite ist beige mit wenigen dunklen Sprenkeln. Die Beine der Imagines sind dunkelbraun marmoriert.

## Vorkommen und Lebensweise
Die Teppichschrecke stammt aus Vietnam.
Die Tiere verbringen ihr gesamtes Leben auf den Nahrungspflanzen. Bei Gefahr können sich schon die Nymphen durch das Ausscheiden eines aromatisch riechenden Abwehrsekretes verteidigen, welches zwar ungefährlich ist, dessen Duft aber lange anhaftet.

## Fortpflanzung
Teppichschrecken können sich beim Fehlen von Männchen parthenogenetisch fortpflanzen. Die Weibchen lassen die kugeligen, im Durchmesser etwa zwei Millimeter großen und nur drei Milligramm schweren Eier einfach zu Boden fallen. Aus diesen schlüpfen dann nach etwa vier Monaten die neun Millimeter langen Nymphen. Diese sind zunächst hellbraun und haben auffallend helle Fühlerenden. Nach jeder Häutung ähneln sie den adulten Teppichschrecken mehr. Die älteren Nymphen zeigen eine besonders lebhafte Zeichnung gelegentlich sogar mit rotbrauner Färbung und stets schwarzen Knien.

## Systematik
Die Teppichschrecke wurde 1907 von Brunner von Wattenwyl unter dem Namen Menexenus maerens beschrieben. Das von Hausleithner 1992 als Hololectotypus ausgewählte Weibchen ist im Naturhistorischen Museum Wien hinterlegt. Im Jahr 2018 beschrieb Ho unter dem Namen Neohirasea maerens pseudomaerens eine Unterart aus dem Na-Hang-Naturschutzgebiet. Deren männlicher Holotypus ist am Manchester Museum hinterlegt.

## Terraristik
Im Jahr 1995 wurde die Teppichschrecke aus dem vietnamesischen Nationalpark Cúc Phương nach Europa eingeführt und ist seitdem in der Terrarienhaltung sehr beliebt.
Die Haltung ist sehr einfach, da sich die Art schon bei Zimmertemperatur und einer Luftfeuchtigkeit von 70 Prozent erfolgreich vermehren lässt. Als Futterpflanzen eignen sich Rosengewächse und hier besonders die Blätter von Brombeeren. Beim Verfüttern von Rosen, deren Herkunft man nicht kennt, besteht die Gefahr, dass sich die Tiere an Insektiziden vergiften. Alternativ kann auch Efeu gefüttert werden.
Die Art wird von der Phasmid Study Group unter der PSG-Nummer 173 geführt.

## Bilder

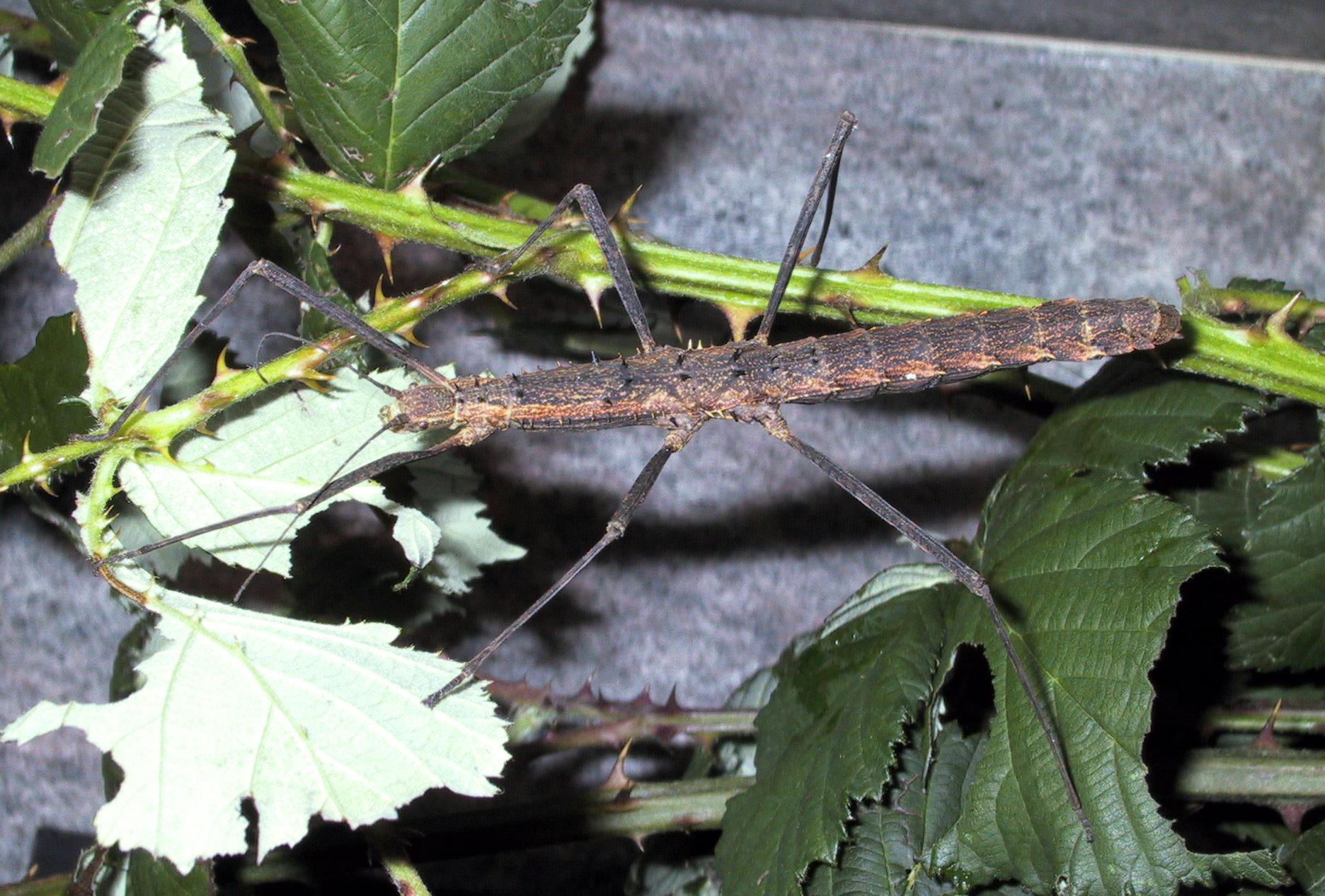
Weibchen
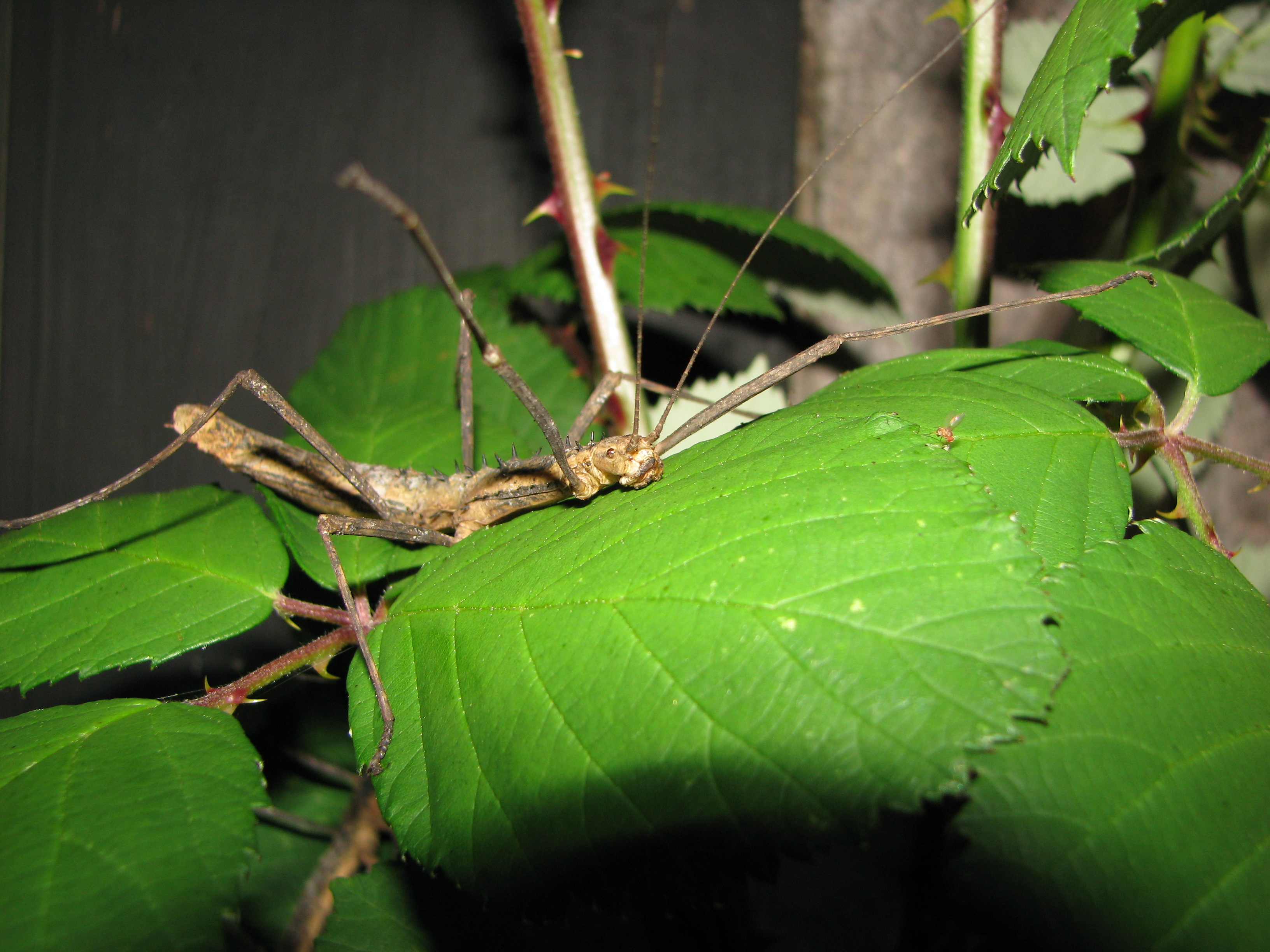
Porträt
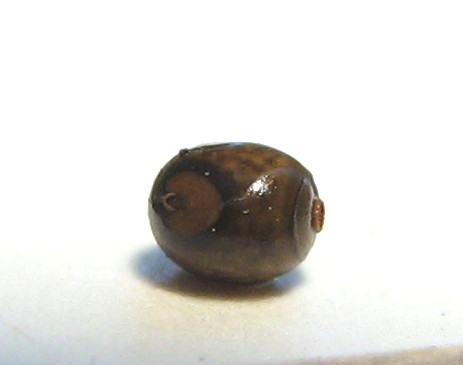
Ei
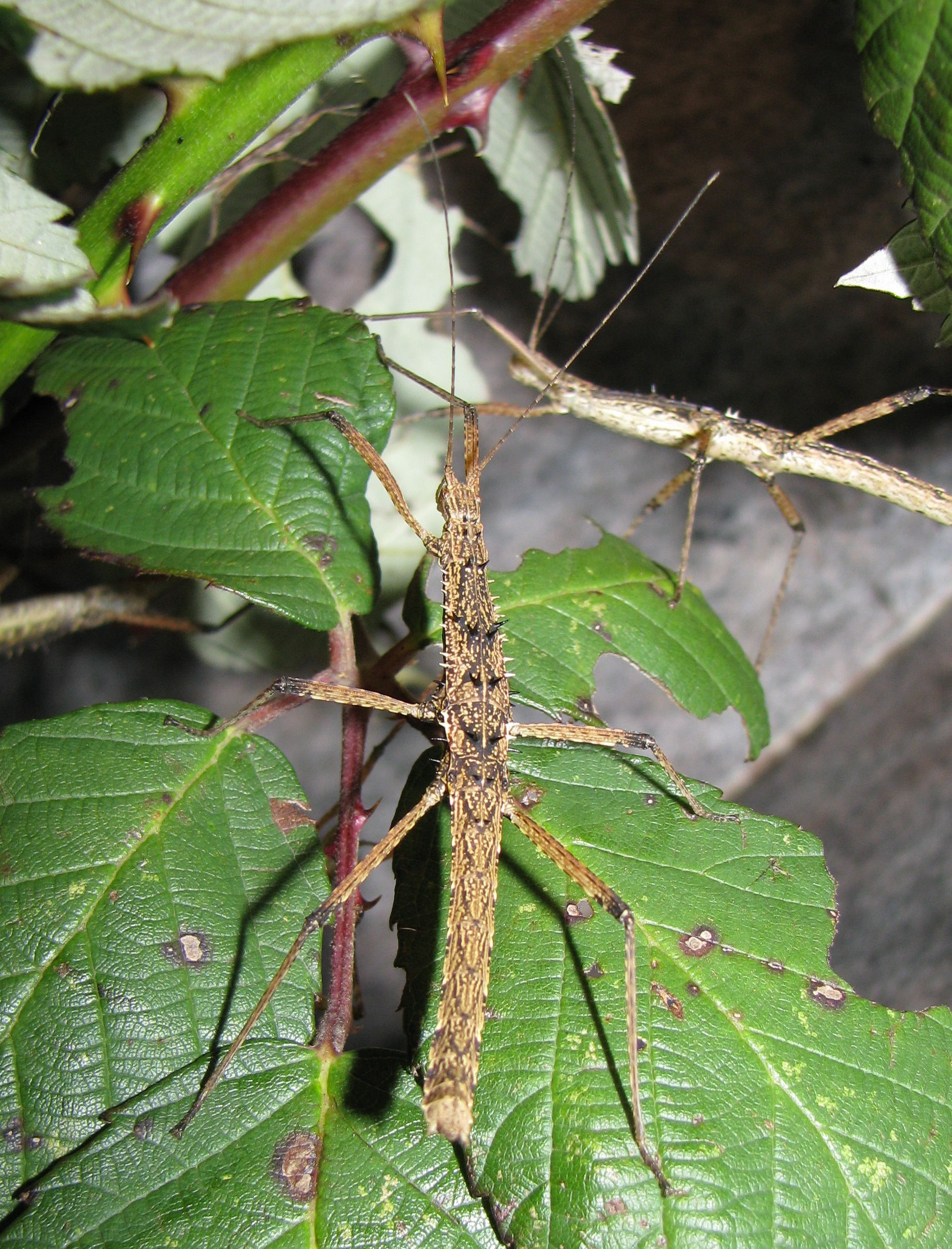
Halbwüchsige Nymphe